# ベスト・セレクション (河島英五のアルバム)
「ベスト・セレクション（Best Selection）」は、河島英五のベスト・アルバム。1986年11月21日にCBS・ソニーから発売された。
CDのサイドキャップには「ささやかな人生だけれど真っすぐに生きたい そして歌い続けたい」と記述されている。

## 解説
1986年にレコード会社をCBS・ソニーに移籍した河島英五による同社で発売した初のベスト・アルバムであるが、CBS・ソニーでの音源だけでなく、移籍前の音源も含めて発売当時のCD収録可能時間ぎりぎりまで楽曲が収められている。
本作はCDとコンパクトカセットの2形態で発売で発売されたが、コンパクトカセットには「約束」「竜馬のように」収録されておらず、収録曲順もCDと異なっている。

## 収録曲
特記以外　作詞・作曲：河島英五　編曲：宮本光雄

### CD
1. 時代おくれ　（4：47）[1]
  - 作曲：森田公一／編曲：チト河内・福井峻
2. 通り雨　（4：28）[1]
3. 風になれ　（3：12）[1]
  - 作詞：神奈幸子
4. 出発　（4：46）[1]
5. てんびんばかり　（8：38）[1]
6. 明日へ　（4：42）[1]
7. 殉愛　（3：28）[1]
8. 野風増　（4：32）[1]
  - 作詞：伊奈二朗／作曲：山本寛之／編曲：ALFALFA
9. 酒と泪と男と女　（4：28）[1]
10. どんまいどんまい　（3：18）[1]
11. 生きてりゃいいさ　（4：40）[1]
12. 竜馬のように　（4：24）[1]
  - 作詞：荒木とよひさ／作曲：チト河内／編曲：後藤次利・青木望
13. 約束　（3：31）[1]
14. いくつかの場面　（5：47）[1]
15. 人生　（2：26）[1]
  - 日本語詞：なかにし礼／作詞・作曲：フレディ・アギラ／編曲：矢野立美
16. 少女たちよ　（3：48）[1]
  - 作詞：大津あきら／作曲：井上大輔／編曲：星勝

### コンパクトカセット

#### SIDE A
1. 時代おくれ
2. 通り雨
3. 生きてりゃいいさ
4. 明日へ
5. 人生
6. いくつかの場面
7. 野風増

#### SIDE B
1. 酒と泪と男と女
2. どんまいどんまい
3. 約束
4. 殉愛
5. 風になれ
6. てんびんばかり
7. 少女たちよ